# Доњи Рачник
Доњи Рачник је насељено место града Јагодине у Поморавском округу. Према попису из 2022. има 403 становника (према попису из 2011. било је 548 становника).
Овде се налази Запис Ранковића дуд (Доњи Рачник), Запис Младеновића храст (Доњи Рачник), Запис липа (Доњи Рачник) и Запис дуд (Доњи Рачник).

## Историја
До Другог српског устанка Доњи Рачник се налазио у саставу Османског царства. Након Другог српског устанка Доњи Рачник улази у састав Кнежевине Србије и административно је припадао Јагодинској нахији и Левачкој кнежини све до 1834. године када је Србија подељена на сердарства. Доњи Рачник 1908. године припадао је општини багрданској беличког среза.

## Демографија
У насељу Доњи Рачник живи 527 пунолетних становника, а просечна старост становништва износи 43,3 година (43,3 код мушкараца и 43,4 код жена). У насељу има 202 домаћинства, а просечан број чланова по домаћинству је 3,21.
Ово насеље је великим делом насељено Србима (према попису из 2002. године), а у последња три пописа, примећен је пад у броју становника.
|  |

| Демографија | Демографија | Демографија |
| Година      | Становника  | Становника  |
| ----------- | ----------- | ----------- |
| 1948.       | 1.076       |             |
| 1953.       | 1.083       |             |
| 1961.       | 1.099       |             |
| 1971.       | 982         |             |
| 1981.       | 900         |             |
| 1991.       | 848         | 791         |
| 2002.       | 649         | 699         |
| 2011.       | 548         |             |
| 2022.       | 403         |             |

| Етнички састав према попису из 2002.‍ | Етнички састав према попису из 2002.‍ | Етнички састав према попису из 2002.‍ | Етнички састав према попису из 2002.‍ | Етнички састав према попису из 2002.‍ |
| ------------------------------------ | ------------------------------------ | ------------------------------------ | ------------------------------------ | ------------------------------------ |
|                                      |                                      |                                      |                                      |                                      |
| Срби                                 | Срби                                 |                                      | 644                                  | 99,22%                               |
| непознато                            | непознато                            |                                      | 4                                    | 0,61%                                |

| Доњи Рачник у пописима Јагодинске нахије — од 1818. до 1829.                      |       |       |       |       |       |       |          |       |       |       |       |       |
| Година пописа                                                                     | 1818. | 1819. | 1820. | 1821. | 1822. | 1823. | 1824/25. | 1825. | 1826. | 1827. | 1828. | 1829. |
| Куће                                                                              | 25    | 25    | 19    | 20    | 28    | 26    | 29       | 30    | 28    | 27    | 29    | 29    |
| Пореске главе*                                                                    | -     | 27    | 21    | 24    | 36    | 32    | 34       | 33    | 28    | 29    | 29    | 29    |
| Арачке главе**                                                                    | 56    | 63    | 52    | 48    | 69    | 66    | 68       | 71    | 68    | 73    | 80    | 80    |
| *Пореске главе = Ожењени мушкарци \| ** Арачке главе = Мушкарци од 7 до 70 година |       |       |       |       |       |       |          |       |       |       |       |       |

| Година пописа     | 1948. | 1953. | 1961. | 1971. | 1981. | 1991. | 2002. |
| ----------------- | ----- | ----- | ----- | ----- | ----- | ----- | ----- |
| Број домаћинстава | 215   | 231   | 252   | 245   | 251   | 223   | 202   |

| Број чланова      | 1  | 2  | 3  | 4  | 5  | 6  | 7 | 8 | 9 | 10 и више | Просек |
| ----------------- | -- | -- | -- | -- | -- | -- | - | - | - | --------- | ------ |
| Број домаћинстава | 45 | 51 | 25 | 25 | 25 | 23 | 3 | 2 | 3 | 0         | 3,21   |

| Пол    | Укупно | Неожењен/Неудата | Ожењен/Удата | Удовац/Удовица | Разведен/Разведена | Непознато |
| ------ | ------ | ---------------- | ------------ | -------------- | ------------------ | --------- |
| Мушки  | 262    | 55               | 187          | 11             | 8                  | 1         |
| Женски | 293    | 48               | 180          | 59             | 4                  | 2         |
| УКУПНО | 555    | 103              | 367          | 70             | 12                 | 3         |

| Пол    | Укупно                    | Пољопривреда, лов и шумарство | Рибарство                            | Вађење руде и камена | Прерађивачка индустрија       |
| ------ | ------------------------- | ----------------------------- | ------------------------------------ | -------------------- | ----------------------------- |
| Мушки  | 117                       | 20                            | 0                                    | 0                    | 45                            |
| Женски | 55                        | 20                            | 0                                    | 0                    | 10                            |
| УКУПНО | 172                       | 40                            | 0                                    | 0                    | 55                            |
| Пол    | Производња и снабдевање   | Грађевинарство                | Трговина                             | Хотели и ресторани   | Саобраћај, складиштење и везе |
| Мушки  | 0                         | 10                            | 7                                    | 1                    | 6                             |
| Женски | 0                         | 0                             | 7                                    | 1                    | 1                             |
| УКУПНО | 0                         | 10                            | 14                                   | 2                    | 7                             |
| Пол    | Финансијско посредовање   | Некретнине                    | Државна управа и одбрана             | Образовање           | Здравствени и социјални рад   |
| Мушки  | 0                         | 2                             | 6                                    | 1                    | 2                             |
| Женски | 0                         | 0                             | 0                                    | 4                    | 3                             |
| УКУПНО | 0                         | 2                             | 6                                    | 5                    | 5                             |
| Пол    | Остале услужне активности | Приватна домаћинства          | Екстериторијалне организације и тела | Непознато            | Непознато                     |
| Мушки  | 0                         | 0                             | 0                                    | 17                   | 17                            |
| Женски | 0                         | 0                             | 0                                    | 9                    | 9                             |
| УКУПНО | 0                         | 0                             | 0                                    | 26                   | 26                            |